# Dolichopus correus
Dolichopus correus är en tvåvingeart som beskrevs av Steyskal 1959. Dolichopus correus ingår i släktet Dolichopus och familjen styltflugor. Inga underarter finns listade i Catalogue of Life.